# آنارشیسم در ایران
آنارشیسم در ایران ریشه در تعدادی از فلسفه‌های دینی دگراندیش و نیز در گسترش شعر ضد استبدادی در سراسر حکومت سلسله‌های مختلف شاهنشاهی بر کشور دارد. در دوران مدرن، آنارشیسم در اواخر قرن نوزدهم در ایران پدیدار شد و در پی انقلاب مشروطه، با جنبش جنگل که جمهوری شورایی سوسیالیستی ایران را در گیلان تأسیس کرد، به شهرت رسید.
به‌دنبال کودتا و انحلال جمهوری شورایی گیلان، سلسله پهلوی، دیگر جنبش‌های آنارشیستی را نیز سرکوب کرد. جنبش‌های سوسیالیستی سرانجام پس از تهاجم انگلیس و شوروی شروع به تأسیس مجدد کردند، اما کودتای تحت حمایت غرب بسیاری از این جنبش‌ها را به صورت مخفیانه وادار کرد. گرایش‌های آنارشیستی از جنبش مبارزات مسلحانه دوباره شروع به ظهور کردند، اما دوباره در طول انقلاب ۱۳۵۷ و توسط نظام جمهوری اسلامی سرکوب شدند.

## تاریخچه

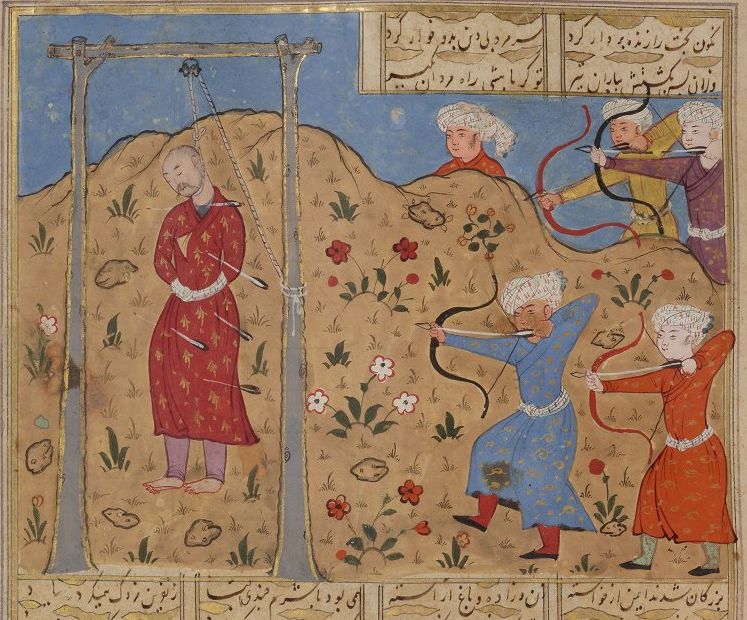
اعدام مزدک، مصلح مذهبی ایرانی در قرن ششم.

در زمان امپراتوری ساسانیان، مزدک از نوعی سوسیالیسم اولیه دفاع می‌کرد، خواستار عشق آزادانه، الغای مالکیت خصوصی و سرنگونی پادشاه بود. او به اشتراک گذاشتن را به عنوان یک وظیفه دینی می‌دید و اینکه هیچ‌کس نباید بیش از دیگران داشته باشد، اگرچه منابع در مورد اینکه او طرفدار مالکیت اشتراکی یا توزیع مجدد بود بحث می‌کردند. ادعای دوم این است که او زمین، دارایی، زنان و بردگان را از ثروتمندان به فقرا داده‌است.  او و هزاران تن از پیروانش در سال ۵۸۲ پس از میلاد قتل‌عام شدند، اما آموزه‌های او بر فرقه‌های اسلامی قرون بعدی تأثیر گذاشت. 
تعدادی از مکاتب اسلامی که تمایلات آنارشیستی قابل توجهی از خود نشان می‌دادند، پس از فتح مسلمانان در قرن هفتم در ایران به‌وجود آمدند. در جریان فتنه دوم، فرقه افراطی از خوارج معروف به آذریقه جنوب ایران را تا زمان شکست آنها از خلافت اموی در دست داشتند. یک فرقه خردگرای اسلام با گرایش‌های آنارشیستی قابل توجه، معتزله بودند که مانند معاصران خوارج خود، ضرورت امامت را انکار می‌کردند.  آنها در خلافت عباسی، به ویژه در دوره میهن که توسط خلیفه مأمون تأسیس شد، به شهرت رسیدند، اما پس از ظهور متوکل، تحت آزار و اذیت مذهبی قرار گرفتند. بسیاری از معتزله در زمان حکومت سلسله‌های علید که رسماً از نوعی اسلام شیعه به نام زیدیه پیروی می‌کردند، به شمال ایران پناه بردند که توسط عباسیان نیز مورد آزار و اذیت قرار گرفته بود.

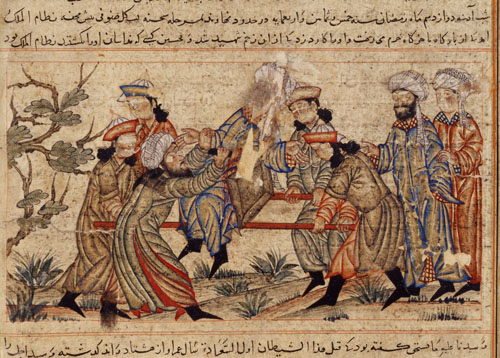
ترور نظام الملک وزیر امپراتوری سلجوقی توسط یکی از اعضای حشاشین.

ظهور اسلام شیعه در ایران شاهد توسعه گرایش‌های آنارشیستی در شاخه‌های اسماعیلی بود، مانند قرمطیان که به خاطر اعمال کمونیستی خود مشهور بودند، و نزاریان که دژی در الموت ایجاد کردند و از آنجا سازماندهی کردند؛ و همچنین حشاشین که تهدیدی برای ثبات امپراتوری سلجوقی به‌شمار می‌رفت.
در آغاز قرن سیزدهم، جنبش ضداساسی دراویش صوفی معروف به قلندریه در سراسر ایران بزرگ محبوبیت پیدا کرد و گرایش‌های آنارشیستی فردگرایانه را توسعه داد که هنجارهای اجتماعی را رد می‌کرد و بر انحراف اجتماعی تأکید داشت. تأثیر گرایش‌های آنارشیک در ایران ادامه یافت، که در متنی قرن چهاردهم نشان می‌دهد که استدلال‌های پیشین خوارج و معتزله را علیه ضرورت امامت، با تکیه بر سنت‌های قبیله‌ای آزادی‌خواه بادیه‌نشین، تکرار می‌کرد.  اما اوایل قرن هفدهم آغازی برای افول فرقه‌های مذهبی اقلیت در کشور بود، زیرا اتحاد مجدد ایران تحت امپراتوری صفوی در سال ۱۵۰۱ آغازگر روند تغییر مذهب بود که منجر به غالب شدن شیعه دوازده امامی شد. دین در کشور علیرغم سرکوب شیعه در دوران حکومت سلسله افشاریه بعدی، به قدرت رسیدن سلسله قاجار در سال ۱۷۸۹، تشیع دوازده امامی را به عنوان مذهب رسمی کشور مجدداً تحمیل کرد.

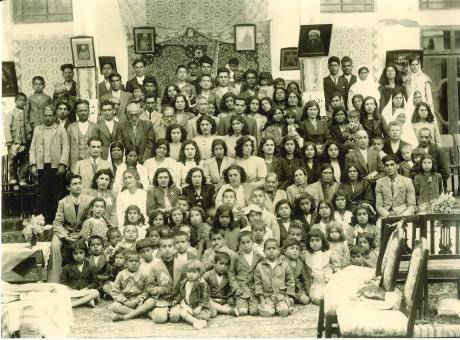
یک جامعه ازلی ایرانی.

مدت کوتاهی پس از تأسیس حکومت قاجار، شیخ احمد، مکتب عرفانی تشیع دوازده امامی را که بر پایه ظهور موعود مهدی بود، تأسیس کرد. جانشین شیخ کاظم رشتی به شاگردانش یاد داد که مهدی را بشناسند و اندکی قبل از مرگ، یاران خود را برای یافتن آنها به بیرون فرستاد. در سال ۱۸۴۴، سید علی محمد شیرازی لقب باب را گرفت و ادعا کرد که نائب حجت بن الحسن است و مذهب بابی را تأسیس کرد. در پی قیام بابیان، موجی از آزار و اذیت توسط قاجارها به راه افتاد و باب و بسیاری از پیروانش اعدام شدند.  بابیست‌ها متعاقباً به مبارزه‌ای زیرزمینی علیه سلطنت قاجار و روحانیت شیعه دست زدند، به طوری که منابع قاجار بعداً بابیت را مترادف با آنارشیسم دانستند، همان‌طور که یکی از ناظران معاصر توضیح داد: «اروپا در هرج و مرج است. آنارشیست‌ها، یعنی دشمنان پادشاهان مستبد در هر ملتی، در سراسر اروپا قدرتمند هستند. در داخل و به ویژه در تهران، آنارشیست‌های ایرانی، یعنی بابیان، حدود ۵۰۰۰۰ نفر هستند.» انشعاب در جنبش بابی در سال ۱۸۶۳ رخ داد، پس از آنکه حسینعلی نوری ادعا کرد «کسی که خداوند او را آشکار خواهد کرد» و تأسیس شد. دیانت بهائی که اکثریت بابیان به آن گرایش داشتند، در حالی که جناح اقلیت به رهبری صبح ازل ادعای او را رد کردند. علیرغم دست کشیدن بهاءالله از ضد قاجاریه و محکوم کردن خشونت علیه حکومت، ناصرالدین شاه قاجار همچنان نسبت به بهائیان بدگمان بود و هیچ تفاوتی بین آنها و ازالی‌های تندروتر که به مخالفت با دولت و روحانیت ادامه می‌دادند، قائل نبود. و حتی تقیه کرد - که بهائیان آن را رد کردند.  در اواخر قرن نوزدهم، هرکسی که به ضد دولت‌گرایی یا ضد روحانیت گرایش داشت، بابی نامیده می‌شد، که باعث شد بابیت به برجسته‌ترین صدای مخالف در امپراتوری قاجار تبدیل شود، که بسیاری از گرایش‌های اپوزیسیون از آن شروع کردند. ظهور.  اندیشه‌های بابیت‌هایی مانند میرزا آقاخان کرمانی و شیخ احمد روحی در گسترش سکولاریسم، مشروطیت، ناسیونالیسم، آزادی‌خواهی و سوسیالیسم در ایران تأثیر گذاشت. 

### انقلاب مشروطه
در دوران سلطنت ناصرالدین شاه قاجار، افکار چپ رادیکال از قبل در قفقاز و شمال ایران گسترش یافته‌بودنه و بسیاری از کارگران شمالی شروع به رشد آگاهی طبقاتی کردند. از جمله ایدئولوژی‌های سیاسی جدیدی که به کشور وارد شد، آنارشیسم بود که در اواخر قرن نوزدهم در سراسر ایران ظاهر شد و به‌ویژه در استان گیلان قوت گرفت.  در رشت، پایتخت گیلان، آنارشیست ارمنی الکساندر اتابکیان مجله خود را به نام کمون در سال ۱۸۹۶ منتشر کرد و بعداً گروهی از آنارشیست‌های ایرانی تظاهراتی را در اعتراض به اعدام فرانسیس فرر ای گواردیا معلم آنارشیست کاتالانی برگزار کردند.  گروهی که به ویژه به دلیل استقبال از رادیکالیسم سیاسی مورد توجه قرار گرفتند، آذربایجانی‌های ایرانی بودند که یکی از آنها احسان الله خان دوستدار جوان بود که خود در زمان تحصیل در پاریس یک آنارشیست شده بود.

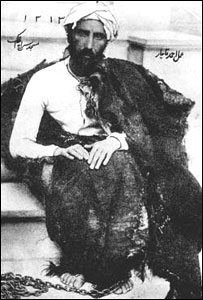
میرزا رضا کرمانی قاتل ناصرالدین شاه قاجار.

افزایش احساسات ضد استبدادی در کشور جای خود را به یک دوره طغیان مستمر علیه حاکمیت مطلقه قاجارها داده بود که نمونه بارز آن جنبش اعتراضی علیه اعطای امتیاز تنباکو به انگلستان بود. ترور ناصرالدین توسط میرزا رضا کرمانی زمینه‌ساز تحولات سیاسی در ایران شد که در سال ۱۹۰۶ با وقوع انقلاب مشروطه به اوج خود رسید که کشور متعالی ایران را به یک سلطنت مشروطه تبدیل کرد.
لیبرالیسم نسبی مظفرالدین شاه قاجار منجر به ظهور یک اپوزیسیون مشروطه‌خواه برجسته در میان طبقه متوسط و روشنفکر، از جمله سوسیالیست‌های انقلابی حزب سوسیال دمکرات و مرکز مخفی، سوسیالیست‌های آرمانگرای جامعه بشریت شده بود. رادیکال‌های کمیته انقلاب و اسلام گرایان جامعه مخفی.  پس از یک بحران اقتصادی، موجی از اعتراضات علیه دولت به راه افتاد که به اعتصاب عمومی ختم شد که در نهایت دولت را مجبور به تدوین قانون اساسی و تشکیل مجلس شورای ملی با انتخاب دموکراتیک کرد. در همین حال، تشدید جنبش باعث تشکیل مجامع منطقه‌ای شد که به عنوان نوعی قدرت دوگانه در مخالفت با حکومت‌های استانی و جوامع مشروطه موجود عمل می‌کردند که آزادانه روزنامه‌های رادیکال خود را در تهران منتشر می‌کردند.  اما تاجگذاری محمدعلی شاه قاجار در سال ۱۹۰۷، آغاز مبارزه بین سلطنت مطلقه و مشروطیت بود، زیرا تلاشهای شاه جدید برای جلوگیری از تصویب نهایی قانون اساسی منجر به اعتصاب عمومی دیگری به نام ترور میرزاعلی شد. اصغرخان امین السلطان و شورش‌های گسترده مردمی، پیروزی انقلاب مشروطه را تضمین کرد.  حسن ارسنجانی بعدها در مورد منحصر به فرد بودن انقلاب مشروطه برای زمان خود به دلیل ترکیب موفقیت‌آمیز آن از تظاهرات مسالمت آمیز، جلسات توده ای و اعتصابات عمومی، آن را با نظریه آنارشیستی قیام مقایسه کرد. 
درحالی که لیبرال‌ها تلاش می‌کردند اصلاحات بیشتری را در مجمع به پیش ببرند، رادیکال‌های خارج از پارلمان کمپینی برای سکولاریسم ترتیب دادند و روزنامه‌های رادیکال برای اولین بار در تاریخ ایران مقالاتی حاوی ضد روحانیت منتشر کردند. مجله حبل المتین از نظم جدید مشروطه به دلیل همکاری آن با روحانیون انتقاد کرد که آنها را عامل انحطاط عمومی خاورمیانه می‌دانستند. جنبش حقوق زنان نیز در این زمان خود را تشکیل داد و مدارس دخترانه و جوامع زنانه را برای فشار بر برابری جنسیتی تأسیس کرد. بسیاری از مرتجعین که از ظهور سکولاریسم و رادیکالیسم وحشت داشتند، شروع به عضوگیری از پیروان در مخالفت با مجلس کردند. شیخ فضل‌الله نوری در جلسه محافظه کاران، بی‌ثباتی جامعه ایران پس از انقلاب را به گردن «ارمنی ملحد» میرزا ملکم خان می‌اندازد و اعلام می‌کند که لیبرال‌های مجلس «راه را برای سوسیالیسم، آنارشیسم و نیهیلیسم هموار می‌کنند». ".  محمدعلی شاه قاجار که به تازگی تاجگذاری کرده بود، با حمایت امپراتوری روسیه و بریتانیا، بریگاد قزاق ایرانی را فرماندهی کرد تا مجلس شورای ملی را بمباران کند و حکومت مطلقه را بر ایران بازگرداند. 
قیام‌های مسلحانه مشروطه‌خواهان در سراسر کشور به وقوع پیوست و جامعه اصناف یک اعتصاب عمومی را سازماندهی کرد و تعدادی از حکومت‌های استانی خودمختاری خود را اعلام کردند.  سوسیالیست‌های انقلابی مرکز مخفی، با همکاری روشنفکران ارمنی و سوسیال دموکرات‌های آذری، شروع به ایجاد یک «سازمان پرولتاریا» مستقل کردند که صدها داوطلب مسلح از قفقاز به رهبری ستارخان و باقرخان را پذیرفت.  جنگ داخلی شهر تبریز را در امتداد طبقاتی تقسیم کرد و احمد کسروی مشاهده کرد که: «سن‌کلوت‌ها و فقرای بی‌مالک سر خود را پرورش دادند. نیروی محرکه این مردان به سوی هرج و مرج بود. ابتدا برای سرنگونی قدرت استبدادی دربار، سپس برای مقابله با طبقات ثروتمند و دارایی.»  اگرچه مشروطه خواهان در تبریز پیروز شدند، اما دریافتند که طبقات پایین شهر عمدتاً در کنار روحانیت علیه انقلاب قرار گرفته‌اند.

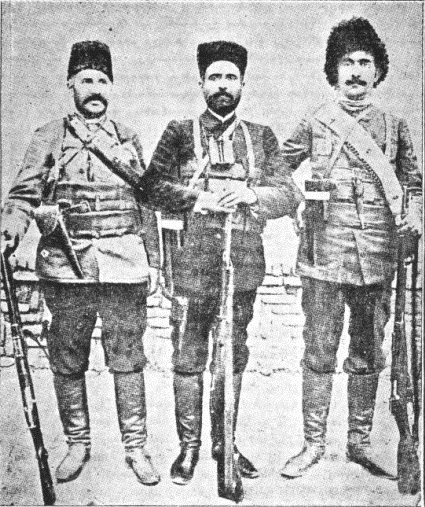
کری، یپرم خان و خچو، در جریان انقلاب مشروطه.

یپرم خان با رهبری ائتلافی از سوسیال دموکرات‌ها، سوسیال انقلابیون و داشناک‌ها موفق شد شهر رشت را تصرف کند و پرچم سرخ را بر فراز شهر به اهتزاز درآورد و سپس رهبری یک حمله چریکی را علیه تهران بر عهده گرفت.  رادیکال‌های آذری در مشهد، مقامات سلطنتی محلی را سرنگون کردند و اولین برنامه سوسیالیستی را در ایران اعلام کردند: خواهان دفاع مسلحانه از قانون اساسی و اصلاحات اجتماعی متعدد.  مشروطه خواهان به زودی در جنگ داخلی پیروز شدند و شاه را مجبور به تبعید کردند و پسرش احمدشاه قاجار را جایگزین او کردند و حکومت مشروطه خواهانه را دوباره توسط مجلس برقرار کردند. 
دو حزب برجسته سیاسی که از انقلاب بیرون آمدند، اعتدال‌گرایان راست و دموکرات‌های چپ بودند که یکدیگر را به‌عنوان مرتجع و آنارشیست محکوم می‌کردند.  حزب دمکرات بازماندگان تعدادی از جوامع رادیکال قبل از انقلاب، عمدتاً از استان‌های شمالی را گرد هم آورد.  دموکرات‌های خارج از پارلمان به رهبری حیدرخان عموغلی، که اتحادیه‌های کارگری را تأسیس کرد و رهبری یک شبه نظامی کارگری را بر عهده داشت، در حالی که محمد امین رسول زاده سردبیر روزنامه این حزب بود که برای اولین بار در تاریخ ایران مارکسیسم را تبلیغ می‌کرد.  دموکرات‌ها خود را در مخالفت با فئودالیسم داخلی و سرمایه‌داری خارجی اعلام کردند و خواستار تعدادی اصلاحات گسترده در قانون اساسی شدند.  آنها همچنین در برنامه ای که آنها را با داشناک‌های ارمنی و بلشویک‌های روسیه به اتحاد رساند، به نفع تمرکز و ناسیونالیسم به عنوان موازنه ای در برابر امپریالیسم انگلیس-روس و استبداد شاهیست بحث کردند. 

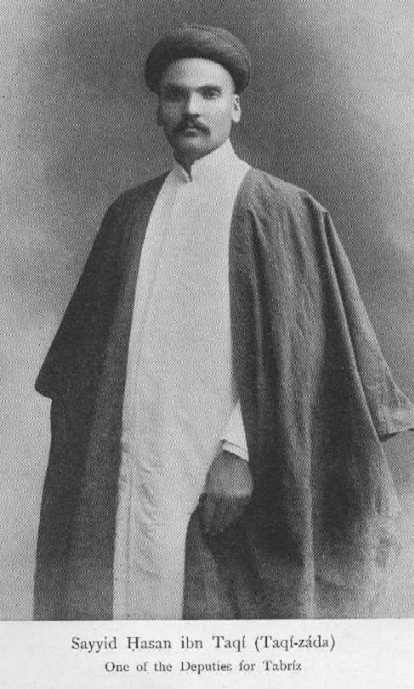
حسن تقی‌زاده قاتل سید عبدالله بهبهانی.

اصلاحات پیشنهادی دموکرات‌ها با مخالفت شدید میانه‌روها روبرو شد که پس از به دست گرفتن قدرت در سال ۱۹۰۹، خواستار دفاع از جامعه در برابر «تروریسم آنارشیست‌ها، الحاد دموکرات‌ها و ماتریالیسم مارکسیست‌ها» شدند.  سیاست سکولاریسم به‌ویژه دو حزب را از هم جدا کرد، که با ترور روحانی سید عبدالله بهبهانی توسط حسن تقی‌زاده دموکرات، به اوج خود رسید و متعاقباً حکومت دستور خلع سلاح عموم مردم را صادر کرد.  هنگامی که سلسله شورش‌های قبیله‌ای در میان جمعیت‌های اقلیت قومی کشور آغاز شد،  امپراتوری روسیه از فرصت استفاده کرد و شهرهای انزلی و رشت را اشغال کرد و با تهدید تهران، خواستار امتیازاتی شد.  این امر منجر به انحلال مجلس دوم و موجی از اعتراضات و شورش‌های توده ای علیه اشغالگری انگلیس و روسیه شد که در نهایت ناموفق بود.  با رهبران خود در تبعید، جنبش رادیکال تا حد زیادی منحل شد و تنها داشناک‌ها و افسران پلیس داوطلب ارمنی تداوم جنبش مشروطه خواهان چپ را فراهم کردند. 
در طول جنگ جهانی اول، اعتدال‌گرایان و دموکرات‌ها مجلس سوم ایران را در قم تشکیل دادند و در آنجا با امپراتوری روسیه درگیر شد.  احسان الله خان و ابوالقاسم لاهوتی به فرماندهی محمدتقی پسیان در جنگ با روسها در قم شرکت کردند.  دولت مجبور به عقب‌نشینی به کرمانشاه شد، جایی که توسط امپراتوری بریتانیا ویران شد و بسیاری از اعضای آن مجبور به تبعید شدند.  احسان الله خان در زمان حضور در نیروهای مسلح دولت مهاجر، متقاعد شد که آشتی بین دو جناح غیرممکن است.  با انحلال دولت مشروطه، این جنبش چریکی در استان گیلان بود که به نیروی پیشرو در مبارزه علیه اشغالگری انگلیس و روسیه تبدیل شد. 

### انقلاب اجتماعی

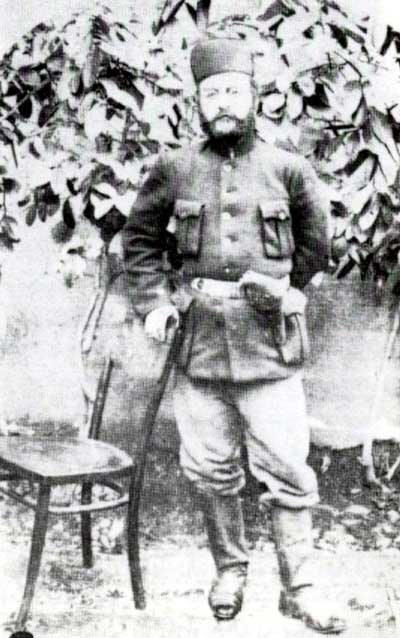
احسان الله خان دوستدار، رهبر جنبش اولیه آنارشیستی ایران.

با وقوع نهضت جنگل در گیلان، احسان الله خان دوستدار، روشنفکر آنارشیست آذری، گروهی از دموکرات‌های چپ را از تهران برای شرکت در انقلاب رهبری کرد. در زمان وقوع انقلاب روسیه، جنبش جنگل بیشتر گیلان را تحت کنترل داشت. یک ناظر انگلیسی که توسط یک ناظر انگلیسی به عنوان «رابین هودز از راهپیمایی‌های خزر» توصیف شده بود، اموال را از ثروتمندان سلب مالکیت کردند و آن را بین فقرا توزیع کردند. 

پرچم جمهوری شورایی سوسیالیستی ایران

تا مه ۱۹۲۰، جمهوری سوسیالیستی شوروی ایران توسط جبهه متحد جنگلی‌ها به رهبری میرزا کوچک خان، آنارشیست‌ها به رهبری احسان الله خان دوستدار و کمونیست‌ها به رهبری حیدرخان عموغلی تأسیس شد.  علیرغم اینکه دولت کوچک خود را به عنوان یک جمهوری سوسیالیستی معرفی می‌کرد، عمدتاً از اسلام گرایان محافظه کار تشکیل شده بود که به مردم خود دستور می‌داد از سنت مذهبی پیروی کنند و از طبقه بازرگان استان حمایت می‌کردند. 
در این مرحله، آنارشیست‌ها و کمونیست‌ها با تأسیس «کمیته انقلابی» جدا از کمیساریای کوچک، با پایگاه قدرت آن در ارتش سرخ گیلان - به فرماندهی احسان الله، شروع به ساختن قدرت دوگانه کرده بودند. تنش بین جنگلی‌ها و کمونیست‌ها شروع شد، زیرا کمونیست‌ها شروع به استفاده از نیروی مسلح برای جمع‌آوری مالیات کردند و بسیاری از عناصر خارجی را به ارتش سرخ گیلان وارد کردند و بسیاری از جمعیت استان را از خود دور کردند. علاوه بر این، حمله ارتش سرخ به گیلان، تنش‌ها را با دولت مرکزی در تهران تشدید کرد و به مداخله امپراتوری بریتانیا انجامید. 
قبل از اینکه رقابت‌های جناحی طولانی بر سر اختلاف بین دیدگاه‌شان برای انقلاب گیلان آغاز شود: کوچک‌ها و جنگلی‌ها به دنبال گسترش یک انقلاب ملی‌گرایانه و مشروطه‌خواه بودند، جایی که احسان‌الله و کمونیست‌ها برای یک انقلاب اجتماعی تبلیغ می‌کردند که منعکس کننده مواضع مربوط بود. اعتدال‌گرایان و دموکرات‌ها که این جناح‌ها در اصل از آن بیرون آمده بودند.  در ۳۱ ژوئیه ۱۹۲۰، جناح‌های چپ دست به کودتا زدند و احسان الله به فرماندهی ارتش سرخ برای سرنگونی دولت کمیساریا، کوچک را مجبور به فرار از پایتخت رشت کرد. «کابینه سرخ» جدید، به ریاست احسان الله خان و متشکل از جنگلی‌های چپ، اعضای حزب کمونیست، آنارشیست‌ها و دموکرات‌های چپ، سیستم «کمونیسم جنگی» را اجرا کرد و جنگ طبقاتی را علیه سرمایه‌داری و فئودالیسم به راه انداخت.  دولت احسان‌الله در دوران قدرت خود، بیکاری را بسیار کاهش داد، برنامه آموزشی گسترده‌ای را اجرا کرد و تلاش کرد تا بانک ملی را در راستای خطوط متقابل تأسیس کند  اما رادیکالیسم دولت جدید، همراه با فقدان گیلانی‌های بومی در مناصب رسمی و مبارزات ضد مذهبی آن، تنش‌ها را بین دولت و مردم محلی تشدید کرد. روحانیون محلی علیه دولت فتوا صادر کردند و تلاش‌های بازتوزیع زمین حتی توسط دهقانان به دلایل مذهبی رد شد. دهقانان و طبقات متوسط گیلان که عمدتاً از انقلاب ملی حمایت می‌کردند تا انقلاب اجتماعی، از حکومت جدید شوروی بیگانه شدند و این امر منجر به مقاومت مسلحانه کوچک خان در برابر حکومت کمونیستی شد که از حمایت قابل توجهی از گیلانیان بومی برخوردار شد.

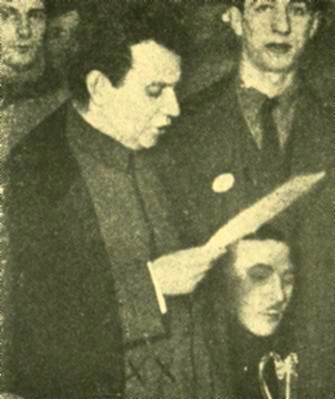
سخنرانی اصلی کنگره خلق‌های شرق توسط گریگوری زینوویف از حامیان احسان الله خان دوستدار قرائت می‌شود.

اعضای دولت سرخ، از جمله احسان الله خان، در کنگره خلق‌های شرق در سپتامبر ۱۹۲۰ شرکت کردند، جایی که ایدئولوژی ضد ملی احسان الله در جنگ طبقاتی مورد حمایت گریگوری زینوویف قرار گرفت و او را فعالانه از هرگونه اتحاد آینده با طبقات متوسط منصرف کرد. .  این منجر به انشعاب در درون حزب کمونیست فارس شد، به طوری که حیدرخان عموغلی کنترل حزب را به دست گرفت و اعضای طرفدار برنامه آنارشیستی احسن‌الله مانند آواتیس سلطان‌زاده را اخراج کرد و سیاست حزب را در جهت همکاری با طبقات متوسط تغییر داد. در یک انقلاب ملی برای سرنگونی سلطنت و بیرون راندن مداخله جویان بریتانیا.  حیدر همچنین پیشنهاد مشارکت در سیاست پارلمانی و حتی همکاری با دولت رضاخان را داد که باعث شد سلطان زاده از رهبری حیدر به عنوان «ملی-اصلاح طلب» فاقد هرگونه سیاست کمونیستی انتقاد کند. سلطان زاده با حمایت زینوویف، متعاقباً یک اپوزیسیون کمونیست چپ را با جناح عدالت حیدر تشکیل داد و جناح کمونیست چپ توسط جعفر پیشه‌وری در سومین کنگره انترناسیونال کمونیست نمایندگی شد.  از سوی دیگر، جناح حیدر از حمایت ژوزف استالین برخوردار بود، که برنامه سیاسی او خود را در حزب عدالت نشان داد. 
با تعدیل سیاست کمونیستی حیدر، دولت احسان‌الله کمونیسم جنگی را کنار گذاشت و «سیاست اقتصادی جدید» را اجرا کرد که بر جنگ طبقاتی و انقلاب جهانی تأکید نداشت، دخالت دولت در اقتصاد و زندگی روزمره را کاهش داد و به کارزار ضد مذهبی خود پایان داد. حیدر همچنین با کوچک خان که در ماه می ۱۹۲۱ به عنوان بخشی از یک جبهه متحد احیا شده دوباره به حکومت شوروی پیوست، میانجیگری کرد. جناح چپ کمونیست سلطان زاده از دولت کنار گذاشته شد و احسان الله به یک نقش کوچک تنزل یافت.  تا اوت ۱۹۲۱، جناح حیدر به‌طور کامل آنارشیست‌ها و کمونیست‌های چپ را از حکومت شوروی کنار گذاشت، اشان‌الله را از پست دولتی خود برکنار کرد و بقایای برنامه رادیکال خود را رها کرد، و در نهایت حیدر دوباره جمهوری شوروی تحت حکومت خود را اعلام کرد.  پس از اخراج احسان‌الله از دولت، نیرویی متشکل از ۳۰۰۰ نفر از نیروهای ارتش سرخ گیلان را در راهپیمایی به سمت تهران رهبری کرد، اما توسط فضل‌الله زاهدی شکست خورد و ضعفی در قدرت انقلابی جمهوری گیلان آشکار شد. 
تنش‌های داخلی در دولت شوروی بر سر اصلاحات ارضی با کودتای جنگلی‌های دست راستی، ترور حیدرخان و تخریب مقر حزب کمونیست و وارد شدن به مذاکره با دولت مرکزی به اوج خود رسید.  در همین حال، دولت رضاخان با روسیه شوروی «پیمان دوستی» امضا کرده بود و در مورد خروج ارتش سرخ روسیه از گیلان در اکتبر ۱۹۲۱ مذاکره کرده بود و پس از آن مجدداً کنترل دولت مرکزی بر استان را تثبیت کرد.  پس از ویرانی جمهوری گیلان، درگیری مسلحانه بین نیروهای راست به رهبری میرزا کوچک خان و نیروهای چپ به رهبری احسان‌الله خان درگرفت که با فرار نیروهای کوچک به کوه‌های تالش با پیروزی چپ خاتمه یافت. کوچیک به زودی به سرمازدگی تسلیم شد و در مخفیگاه جان باخت، جایی که احسان‌الله در نهایت مجبور به تبعید به باکو شد.  تا سال ۱۹۲۵، رضاخان توسط مجلس، شاه اعلام شد و قاجارها را خلع کرد و حکومت خاندان پهلوی را بر ایران برقرار کرد. 
در فوریه ۱۹۲۷، احسان‌الله خان به مسکو رفت و در آنجا با دیگر انقلابیون ایران ملاقات کرد و برنامه‌ریزی برای ایجاد یک شبکه انقلابی زیرزمینی را آغاز کرد تا در میان مردم ایران تحریک شود. او این کار را مستقل از حزب کمونیست که اکنون زیرزمینی ایران عمل می‌کند تصور می‌کرد و از کمیته اجرایی کمینترن درخواست حمایت کرد، مشروط به عدم مداخله در فعالیت‌های او. از باکو تأسیس این شبکه را به رهبری برادرش در تهران هماهنگ کرد که فعالیت‌های مخفیانه خود را آغاز کرد.   این حال، کمینترن پس از تصویب قرارداد تجاری بین ایران و اتحاد جماهیر شوروی در اکتبر ۱۹۲۷، از حمایت وعده داده شده خود سر باز زد. احسان‌الله خان و شبکه انقلابی نوپای خود را منحل کرد. در سال ۱۹۲۸، پس از اینکه احسان‌الله خان تعدادی کاریکاتور که رضاشاه را دست نشانده امپراتوری بریتانیا نشان می‌داد، پخش کرد، ارتباطات بین دولت‌های ایران و آذربایجان منجر به این شد که NKVD به او و شبکه‌اش دستور داد تا برای همیشه از فعالیت‌های سیاسی خود دست بکشند.  احسان الله خان بعدها به عنوان «دشمن مردم» در جریان پاکسازی بزرگ اعدام شد. در سال ۱۹۳۰، رضاشاه در واکنش به فعالیت‌های احیا شده حزب کمونیست، دستور تصویب قانون امنیت ملی را صادر کرد که ترویج «ایدئولوژی جمع‌گرایانه» را که شامل سوسیالیسم، کمونیسم و آنارشیسم می‌شد، غیرقانونی اعلام کرد. 

### تجدید حیات سوسیالیسم

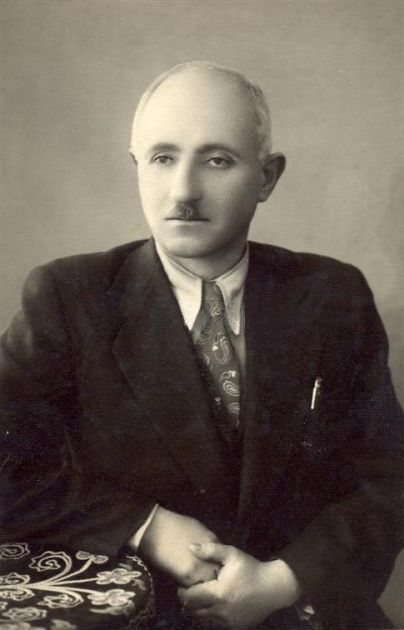
جعفر پیشه‌وری، رهبر حکومت خودمختار آذربایجان.

در پی تهاجم انگلیس و شوروی به ایران که منجر به کناره‌گیری و تبعید رضاشاه شد، بسیاری از زندانیان سیاسی کشور آزاد شدند و اندیشه‌های سیاسی چپ بار دیگر شکوفا شد. هنگامی که ابراهیم حکیمی به عنوان نخست‌وزیر به قدرت رسید، تصمیم گرفت هم روابط با اتحاد جماهیر شوروی را تسهیل کند و هم سیاست‌های سرکوبگرانه را علیه جنبش‌های سیاسی چپ به راه انداخت. حکیمی تظاهرات عمومی را ممنوع کرد، حزب تازه تأسیس کمونیست را غیرقانونی اعلام کرد و از گفتگو با «آنارشیست‌ها» که حزب دمکرات آذربایجان (ADP) را رهبری می‌کردند، خودداری کرد.  یکی از این به اصطلاح «رهبران آنارشیست» حزب کمونیست چپ، جعفر پیشه‌وری بود که اخیراً یک دولت خلقی تحت حمایت اتحاد جماهیر شوروی در آذربایجان تأسیس کرده بود و چندین دهه قبل از آن در حکومت شوروی احسان‌الله خان در گیلان شرکت کرده بود. در ژوئن ۱۹۴۶، سرانجام پیشه‌وری با دولت مرکزی به توافق رسید و خودمختاری آذربایجان را رها کرد و در کنار حزب کمونیست توده، حزب سوسیالیست ایران و تعدادی دیگر از احزاب ناسیونالیست چپ به جبهه متحد احزاب مترقی پیوست. در سال ۱۹۴۶، جبهه متحد برای مدت کوتاهی بخشی از دولت ائتلافی ایجاد شده توسط احمد قوام شد، اما این مدت کوتاه بود. در پی قیام تعدادی از طوایف قشقایی و بختیاری علیه «کمونیسم، الحاد و آنارشیسم» و همچنین مخالفت مستمر ارتش و فشار قدرت‌های غربی، محمدرضا شاه به سرعت به قوام دستور داد تا ائتلاف دیگری بدون هیچ چپی تشکیل دهد. احزاب سیاسی جناح 

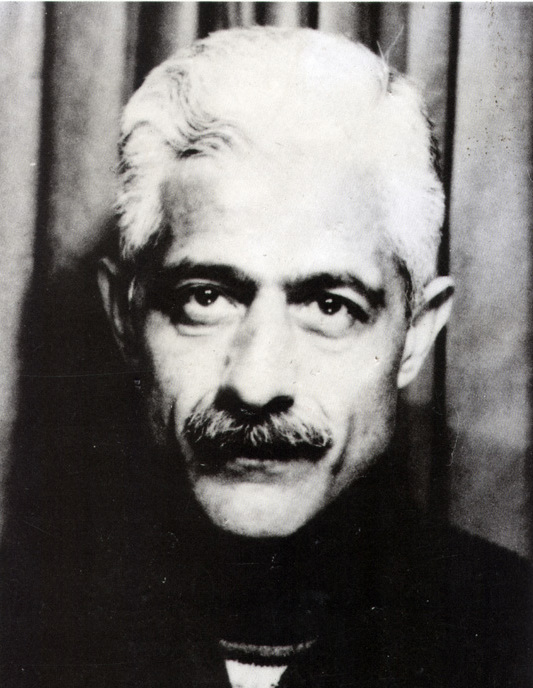
جلال آل احمد، بنیان‌گذار نیروی سوم و منتقد چیزی که او آن را «وستکسیشن» نامید.

متعاقباً حزب توده بر سر سیاست‌های حمایت بی‌قید و شرط خود از اتحاد جماهیر شوروی و مخالفت با مبارزات آزادی‌بخش ملی در آذربایجان و کردستان وارد نزاع داخلی شد و احسان طبری منتقدان این سیاست‌ها را به «منفی‌گرایی، بدبینی، آنارشیسم، فردگرایی شدید و غیره متهم کرد. اختلالات شخصیتی رایج در جامعه ایران» که منجر به تعدادی انشعاب، اخراج و استعفا شد.  در سال ۱۹۴۸، جلال آل احمد پس از گسست از حزب توده، نیروی سوم را تأسیس کرد،  که او به دلیل تسلیم شدن در برابر «غرب‌گرایی» انتقاد کرد و در عین حال از جبهه ملی به خاطر گنجاندن مذهب در سکوی آن انتقاد کرد. به‌طور خاص برای حمایت مردمی جبهه اعتبار دارد.  با توجه به درک تدریجی آل احمد که دین می‌تواند پتانسیل انقلابی داشته باشد، متحد سابق او خلیل ملکی به او گفت «تو آنارشیست شده‌ای».  به گفته یدالله شهیب زاده، فلسفه سیاسی آل احمد «نماینده یک برداشت آنارشیستی از دموکراسی بود». 
حزب ایران به همراه محمد مصدق ائتلاف جبهه ملی را تأسیس کرد که به مجلس راه یافت و تلاش برای ملی کردن شرکت نفت انگلیس و ایران را در سال ۱۹۵۱ رهبری کرد و در نهایت یک دولت اقلیت تشکیل داد. دولت با حمایت مردم دوباره انتخاب شد، اما بعداً در یک کودتای سلطنتی با حمایت ایالات متحده و بریتانیا سرنگون شد. شاه قدرت را تحکیم کرد و به عنوان یک خودکامه شروع به حکومت کرد و اپوزیسیون چپ کشور را با پلیس مخفی تازه تأسیس موسوم به ساواک سرکوب کرد. در نهایت، شاه اعلام کرد که مخالفت با رژیم او «محدود به یک مشت پوچ‌گرا، آنارشیست و کمونیست» است،  زیرا بسیاری از رهبران سیاسی جناح چپ قبلاً از کشور فرار کرده بودند. 
در سال ۱۹۵۵، رضازاده شفق، سوسیالیست اظهار داشت: «من کاملاً با ناظران غربی موافقم که ایران را ملتی از افراد آنارشیست توصیف می‌کنند. در کشور ما هرکسی خود را رهبر می‌داند، هدف‌های خود را تعیین می‌کند، راه خود را می‌رود و بدون اغماض دیگران را زیر پا می‌گذارد.» 

### مبارزه مسلحانه

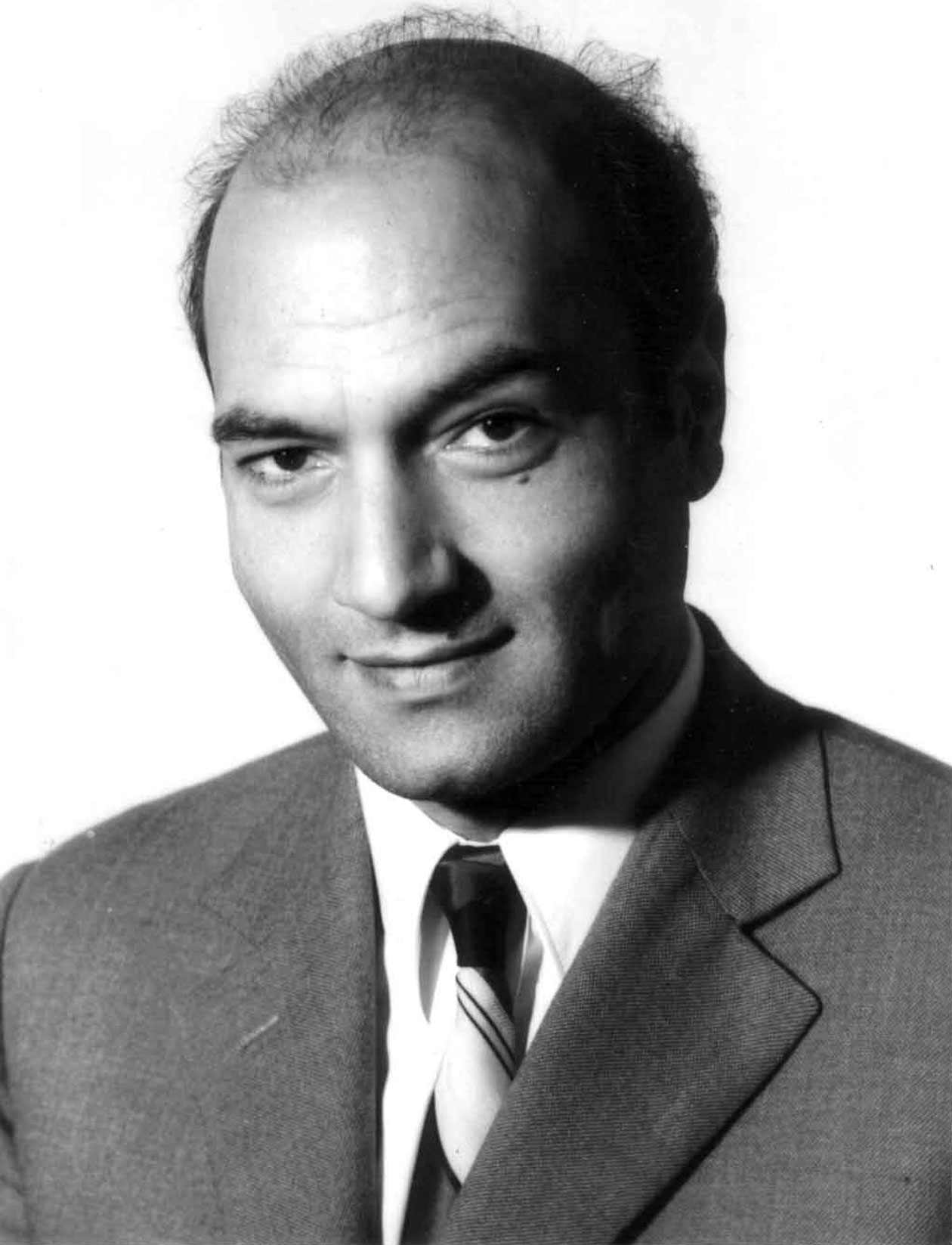
علی شریعتی که به خاطر برداشت انقلابی‌اش از سوسیالیسم اسلامی شناخته می‌شود.

علی شریعتی با الهام از استادش لوئیس ماسینیون، شکلی انقلابی از سوسیالیسم اسلامی را ساخت که محمد و علی را مبارزان جنگ طبقاتی در کنار پرولتاریا توصیف می‌کرد،  در ترکیبی از مارکسیسم و اگزیستانسیالیسم همراه با شکلی مبارز. اسلام شیعه.  شریعتی پس از زندانی شدن در سال ۱۹۶۴، قدردانی تازه‌ای نسبت به آزادی فردی ایجاد کرد که تصورش از آن در تقابل با دیکتاتوری، امپریالیسم و استثمار قرار داشت.
به گفته سید جواد میری، برخی از پژوهشگران استدلال کرده‌اند که علی شریعتی یک آنارشیست بود و فلسفه سیاسی شریعتی از بخشی از آنارشیسم اسلامی الهام گرفته‌است.  سنتز او از اسلام شیعه با سوسیالیسم انقلابی، زمینه را برای ظهور یک جنبش رادیکال مبارزاتی فراهم کرد، به طوری که بسیاری از سوسیالیست‌ها و کمونیست‌های ایرانی خود را وقف مبارزه مسلحانه علیه شاه کردند، که تا حدی تحت تأثیر مفهوم مارکسیست-لنینیست-مائوئیست قرار گرفتند. جنگ خلقی و حمایت از شورش توسط آنارشیست‌های آمریکای جنوبی. 
به دنبال انشعاب چین و شوروی، حزب توده خطی طرفدار شوروی در پیش گرفته بود و از اقدامات خشونت‌آمیز انقلابی چشم پوشی کرد و آن را اساساً آنارشیستی و مخالف مارکسیسم-لنینیسم خواند و ادعا کرد که جنبش مبارزه مسلحانه ایران فاقد آگاهی طبقاتی انقلابی است.  در پاسخ، تعدادی از دانشجویان کمونیست ایرانی در اروپا از حزب جدا شدند تا سیاست مبارزه مسلحانه علیه شاه را دنبال کنند و سازمان انقلابی حزب توده (ROTP) را در راستای خطوط مائوئیستی تأسیس کنند.  هنگامی که ROTP جزوه‌ای منتشر کرد که در آن ادعا می‌کرد «انقلاب در ایران تنها با رویکرد خشونت‌آمیز و مبارزه مسلحانه به موفقیت می‌رسد»، حزب توده در پاسخ آنها را به اتخاذ «موضع کاملاً فرقه ای، چپ و ماجراجویی» متهم کرد و آن را محکوم کرد. «انقلابی گری خرده بورژوایی» ROTP که توده ادعا می‌کرد «شبیه آنارشیسم است».  بسیاری از اعضای ROTP که برای مبارزه مسلحانه علیه حکومت شاهی به ایران بازگشتند، دستگیر، شکنجه و کشته شدند.  دیگران، از جمله پرویز نیکخواه، چهره برجسته ROTP، زمانی که در زندان بودند به سلطنت طلبی گرویدند و به مدافعان صریح انقلاب سفید و مخالفان مبارزات مسلحانه انقلابی تبدیل شدند. 

پرچم سازمان مجاهدین خلق (مجاهدین خلق).

در پی سرکوب قیام ژوئن، اعضای سابق نهضت آزادی در تأسیس سازمان مجاهدین خلق، یک گروه چریکی سوسیالیست اسلامی شرکت کردند. ایدئولوژی مجاهدین خلق از تعدادی از حوزه‌های مختلف، از جمله عقاید شیعی، نظریه مارکسیستی و عملکرد آنارشیستی شورشی الهام گرفت. آنها از طریق آنارشیست اسپانیایی آبراهام گیلن و کمونیست برزیلی کارلوس ماریگلا، استراتژی انقلابی باکونیستی تبلیغ این عمل را اتخاذ کردند که آن را با مفهوم اسلامی استشهاد ترکیب کردند. 

پرچم سازمان چریکهای فدایی خلق ایران

در سال ۱۹۷۱، یک گروه مارکسیستی موسوم به سازمان چریک‌های فدایی خلق ایران در تهران تأسیس شد، که در آن چندین ترور سیاسی علیه مقامات شاهیست در طول دهه ۱۹۷۰ انجام داد. حزب توده مدعی شد که چریکهای فدایی با آنارشیسم شورشی میخائیل باکونین و یوهان موست اشتراکات بیشتری دارند که از تبلیغات فردی این عمل در مقابل مبارزه مسلحانه که توسط یک حزب سیاسی منضبط فقط در شرایط مادی صحیح انجام می‌شد حمایت می‌کردند.  فرج‌الله میزانی از تبعید خود در بلغارستان جزوه چریک‌های خلق چه می‌گویند؟، که در آن از مشروعیت حزب توده به عنوان پیشاهنگ انقلابی دفاع می‌کرد و کسانی را که مبارزه مسلحانه را پیشنهاد می‌کردند به عنوان «بدترین نوع آنارشیست» محکوم می‌کرد که بیشتر از آنارشیسم شورشی باکونین الهام گرفته بود تا مارکسیسم-لنینیسم کلاسیک.  به گفته میزانی، تئوری‌های مبارزه مسلحانه که توسط چپ گرایان ارائه شد، تئوری‌های «ویرانگر مائوئیستی» و «ضد مارکسیست-لنینیستی» «تروریسم و آنارشیسم» بود.  تا سال ۱۹۷۶، جناح اقلیت فدایی با حزب توده علیه مبارزه مسلحانه همسو شد و خود تبلیغ این عمل را محکوم کردند و آن را «انحراف مارکسیسم» تلقی کردند.  در همین حال، انشعاب مائوئیست فدایی در نهایت گرایش‌های آنارکو-کمونیستی را توسعه داد و تعدادی از آنارشیست‌ها برای تأسیس سازمانی به نام ندای خلق از هم جدا شدند. 
ناآرامی‌های مردمی علیه حکومت شاه در سال ۱۹۷۸ با وقوع انقلاب ایران به اوج خود رسید. شوراهای کارگری موسوم به شوراها در سراسر کشور تشکیل شد و اداره کارخانجات، ادارات، دانشگاه‌ها و حتی بیمارستان‌ها را بر عهده گرفت. دهقانان قیام کردند و زمین‌هایی را که در آن کار می‌کردند تصرف کردند، در حالی که کارگران صنعتی در صنعت نفت دست به اعتصاب زدند که اقتصاد ملی را به بن‌بست رساند.  در طول انقلاب، گروه آزادی‌بخش کارگران (WLG)، یک سازمان آنارکو-کمونیست عراقی، به‌طور غیرقانونی وارد ایران شد تا به چ‌ک‌ک در حمایت از جنبش شورا کمک کند،  در حالی که تعدادی آنارشیست «گروه‌های رزمی اپوزیسیون» که به منظور راه اندازی جنگ چریکی علیه حکومت شاه تشکیل شد. 

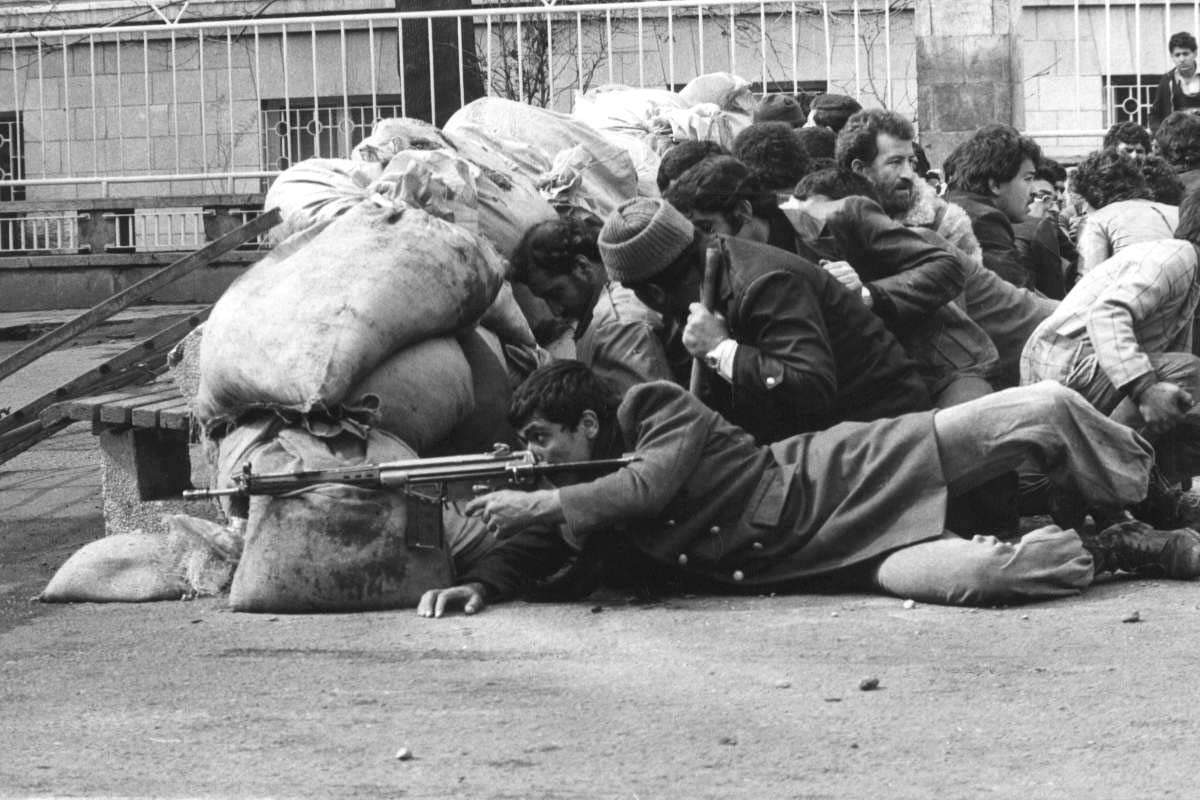
جنگ مسلحانه در جریان انقلاب ایران

در ژانویه ۱۹۷۹، شاه به کشور گریخت و سازمان‌های چریکی مانند مجاهدین خلق و فداییان خلق شورش علیه دولت به راه انداختند و مراکز کلیدی زیرساخت‌های نظامی را به تصرف خود درآوردند.  شوراها به سرعت پایه و اساس جامعه جدید ایران شدند و با تأسیس مجموعه‌های کشاورزی و شرکت‌های خودگردان، تأسیس مجامع محله‌ای و حتی مسلح کردن مردم. بیش از یک میلیون نفر در تظاهرات اول ماه مه آن سال در تهران شرکت کردند و مقر فدراسیون اتحادیه‌های کارگری تحت کنترل دولت توسط کارگران اشغال شد و کارگران خانه کارگر را به جای آن تأسیس کردند و از هر کارخانه در ایران خواستند تا شوراهای خودشان د را تشکیل دهند. مایکل اشمیت، آنارشیست اهل آفریقای جنوبی، این دوره را به عنوان «انقلاب واقعی کارگری با انقلابیون سکولار و کارگران مسلمان که در کنار یکدیگر دولت سرمایه‌داری را سرنگون می‌کنند» توصیف کرد. 
اما دیری نپایید که روحانیون اصولگرا پیرامون روح‌الله خمینی با فرمان پایان دادن به اعتصابات با ض «ضدانقلاب» شوراها شروع به تحکیم قدرت کردند. دولت موقت قانونی را تصویب کرد که بر اساس آن، خودگردانی کارگران از طریق شوراها ممنوع شد و جنبش کارگری را منحل کرد و نهادهای تحت کنترل دولت را جایگزین آنها کرد که برای بازسازی سرمایه‌داری در ایران طراحی شده بودند. حزب جمهوری اسلامی برای به دست گرفتن کنترل دولت به دور از احزاب مخالف تأسیس شد، سپاه پاسداران انقلاب اسلامی برای انحلال شوراها، سرکوب تجزیه طلبی کردها و حمله به جنبش حقوق زنان بسیج شد و حزب‌الله برای درهم شکستن اقدامات اعتصابی مستمر تأسیس شد.  تا پایان سال ۱۹۷۹، هر گونه مخالفت باقی‌مانده سرکوب شد و جمهوری اسلامی ایران به عنوان یک دولت تئوکراتیک تشکیل شد. آنارشیست‌های ایرانی در سرکوب هدف قرار گرفتند و بسیاری از اعضای آنها کشته شدند و سازمان‌های آنها به زور منحل شدند. 

### تجدید حیات معاصر
پس از انقلاب، سازمان چریک‌های فدایی خلق به چند جناح مختلف تقسیم شد: زمانی که اکثریت به عنوان یک حزب سیاسی اصلاح شدند، مبارزه مسلحانه را کنار گذاشتند و در نهایت دیدگاه‌های کمونیستی خود را به کلی پشت سر گذاشتند، چریک‌های فدایی خلق ایران به رهبری اشرف دهقانی شکست خوردند. دور شد و به شرکت در جنگ چریکی ادامه داد و در شورش کردها در کنار تعدادی از احزاب کرد از جمله حزب کارگران کردستان جنگید. پس از اینکه بسیاری از اعضای آن مجبور به تبعید به اروپا شدند.  IPFG با تعدادی از خمینی گرایان در دیاسپورا درگیر شد. برخی از اعضای تبعید شده چریک‌های فدایی خلق شروع به دور شدن از اصول سازمانی آن کردند و شکست جنبش چپ ایران را دوباره بررسی کردند و به سمت مکاتب فکری سوسیالیستی آزادی‌خواه کشش یافتند. یکی از این اعضا، پیمنت پیدار، زمانی که در نیویورک در اوایل دهه ۱۹۹۰ بود با آنارشیسم مواجه شد و شروع به همکاری در یک مجله مارکسیستی آزادیخواه فارسی‌زبان کرد  که به وابستگی او به لنینیسم پایان داد. پیدار و تعدادی از همکارانش به تأسیس نخدار (به انگلیسی: Neither God, Nor state, Nor bosses" Bosses) ادامه دادند. مجله‌ای به‌ویژه آنارکو-کمونیستی به دو زبان فارسی و انگلیسی که خوانندگانی را در میان ایرانیان دیاسپورا ایجاد کرد و برخی از شماره‌های آن به صورت قاچاق به ایران منتقل شد.  در آغاز قرن بیست و یکم، آنارکو سندیکالیسم توسط تبعیدیان ایرانی، از جمله نیما گلکار عضو سابق مجاهدین خلق، که در سال ۲۰۰۸ به سازمان مرکزی کارگران سوئد (SAC) پیوست، نیز تبلیغ می‌شد. بعدها گزارش شد که آنارکو سندیکالیسم به گرایش آنارشیستی غالب در خود ایران تبدیل شده‌است.
روند ایده‌های آنارشیستی بار دیگر در داخل ایران و دیاسپورای ایرانی آغاز شد  که در نهایت با تأسیس اتحادیه آنارشیست‌های افغانستان و ایران در ماه مه ۲۰۱۸ به اوج خود رسید، که حاصل همکاری گروه افغان آلیه و جبهه آنارشیست رادیکال ایران بود آنها که عمدتاً از عضویت در افغانستان و ایران خارج شده بودند، خود را در برابر همه گرایش‌ها ی آنارشیستی، به استثنای آنارکوپسیفیسم، آنارشیسم مذهبی و آنارکو-سرمایه‌داری باز اعلام کردند. اتحادیه از آن زمان حمایت خود را از زندانیان سیاسی آنارشیست در ایران، از جمله سهیل عربی، سازماندهی کرده‌است. اعضای اتحادیه همچنین در اعتراضات دی‌ماه ۱۳۹۶ که به گفته آنها بدون هیچ گونه رهبری مرکزی سازماندهی شده بود، شرکت و با صدور بیانیه ای آمادگی خود را برای همکاری با گروه‌های مسلح در کردستان، بلوچستان و خوزستان اعلام کردند. آنها همچنین مدعی شدند که «مشارکت جدی و گسترده آنارشیستی» در اعتراضات آبان ۱۳۹۸ وجود داشته‌است.